# Тугайные леса

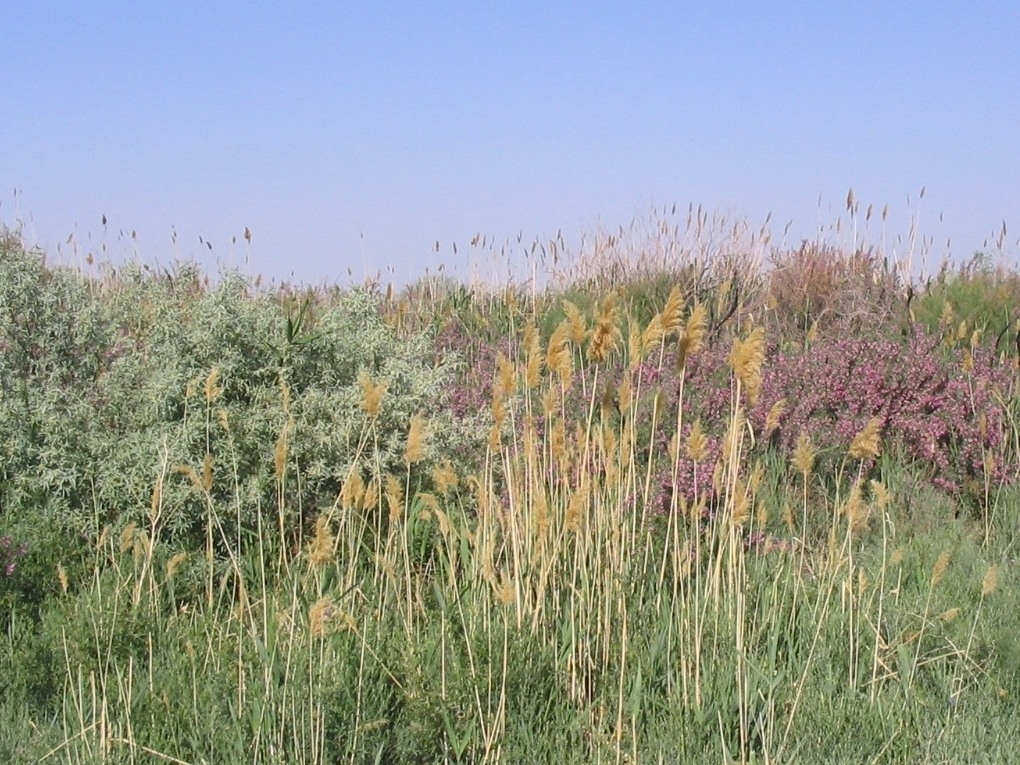
Тугайные леса Сырдарьи в Кызылординской области Казахстана

Тугайные леса, тугаи (от тюрк. тугай — «растительность на поймах», который происходит от тюрк. тохой — «локоть, лука») — разновидность пойменных галерейных лесов, специфическая миниэкосистема, возникающая по берегам непересыхающих рек умеренных или субтропических пустынь Средней и Центральной Азии (например, Сырдарья, Амударья, Или), а также в сухих степях Евразии (например, Кура в Азербайджане). Ширина полосы леса обычно невелика — всего лишь пара десятков метров от кромки воды по обоим берегам реки. В дельтовых низовьях таких рек, где увлажнённые площади значительны, тугайные леса превращаются в непроходимые заросли, напоминающие мангры.

## Флора
Тугаи резко контрастируют с редкой и невзрачной растительностью соседней пустыни. Как правило, формируются невысокими деревьями и кустарниками из ивовых (ивы, туранговые тополя), лоховых (лох, облепиха), бобовых (чингиль) и тамарисковых (гребенщик). Древостой зачастую густо опутан лианами: ломоносом, калистегией, ежевикой. Травянистые растения представлены камышом, кендырем, злаками.

## Фауна
Тугайные леса представляют собой своего рода биологический оазис. Они становятся местом гнездования водоплавающей птицы; ежевикой питаются многочисленные фазаны; там живут врановые, ястребиные, много пресмыкающихся, земноводных, так же как и млекопитающих — лисиц, зайцев-толаев, шакалов, волков, гиен и т. д.